# Robert Leggett
Robert Louis Leggett (ur. 26 lipca 1926 w Richmond, zm. 13 sierpnia 1997 w Orange) – amerykański polityk, członek Partii Demokratycznej.

## Działalność polityczna
W okresie od 3 stycznia 1963 do 3 stycznia 1979 przez osiem kadencji był przedstawicielem 4. okręgu wyborczego w stanie Kalifornia w Izbie Reprezentantów Stanów Zjednoczonych.